# Długi Potok
Długi Potok (niem. Lange Wasser, Lang Wasser) – potok w południowo-zachodniej Polsce, w woj. dolnośląskim, na Pogórzu Izerskim, prawy dopływ Kwisy, długość 10,5 km, źródła na wysokości ok. 460–470 m n.p.m., ujście – ok. 340 m n.p.m..

## Opis
Wypływa między Krzywdami (Wzniesienia Radoniowskie) a Czartowskimi Skałami (Przedgórze Rębiszowskie), niedaleko wsi Janice. W górnym biegu nosi nazwę Chmielewski Potok. Płynie generalnie na zachód. Uchodzi do Kwisy w dolnej części Mirska.

## Dopływy
Większe dopływy:
- Mrożynka
- Dzieża